# Tarsipes rostratus
Tarsipes spencerae · Souris à miel, Opossum à miel
Pour les articles homonymes, voir souris (homonymie).
Genre
Espèce
Statut de conservation UICN

 LC  : Préoccupation mineure
La souris à miel (Tarsipes rostratus, ; en anglais : the Honey possum) est une espèce de petits marsupiaux nectarivores.
C'est un des rares marsupiaux à posséder, comme les primates, une vision trichromatique.

## Description

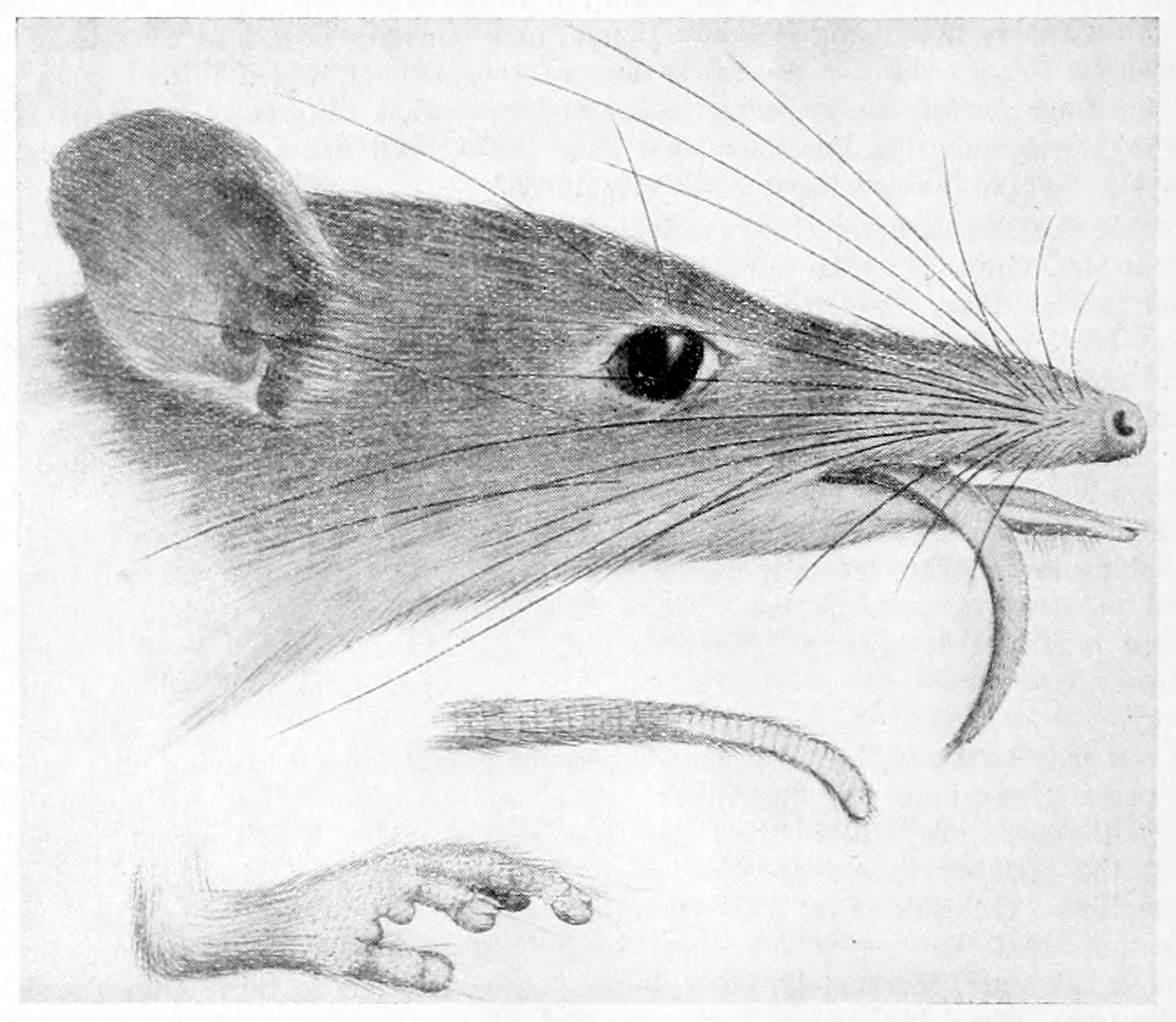
Illustration pour un article, « The Honey Mouse » (1922).

Il y a un fort dimorphisme sexuel, la femelle étant un tiers plus lourde que le mâle. Elle mesure entre 7 et 9 cm de long pour un poids de 10 à 18 g. Le mâle mesure de 6,5 à 8,5 cm de long pour un poids de 6 à 12 g. La queue est plus longue que le corps, elle mesure de 7,5 à 10,5 cm pour la femelle et de 7 à 10 cm pour le mâle.
Le pelage est brun-gris sur le dos et blanc crème sur le ventre. Trois raies sont présentes sur le dos, dont l'une, bien distincte (brun foncé) va de l'arrière de la tête jusqu'à la base de la queue.
La souris à miel possède un long museau pointu (lui donnant des allures de musaraigne).

## Répartition et habitat

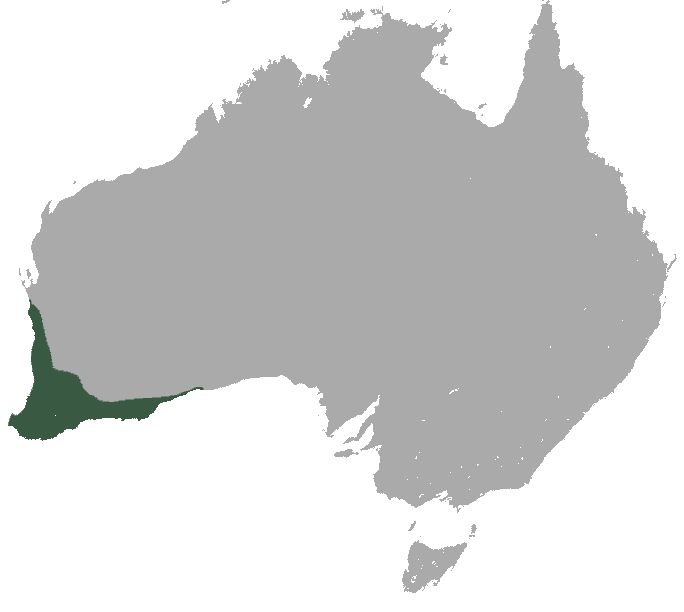
Aire de répartition

La souris à miel se rencontre dans le sud-ouest de l'Australie, vivant dans les landes et broussailles. Elle circule dans son environnement en courant, sa queue lui servant de balancier et de point d'appui supplémentaire. La niche écologique occupée par cette espèce est similaire à celle des oiseaux-mouches dans les Amériques.

## Alimentation
La souris à miel se nourrit exclusivement de nectar et de pollen. Son museau est pointu et sa longue langue se terminant en pinceau lui permet de s'enfoncer au plus profond des corolles pour atteindre le nectar. Son poids léger lui permet d'accéder aux fleurs à l'extrémité des branches et il arrive que le domaine vital d'un individu se limite à un buisson où il puise toute son alimentation. C'est le seul mammifère terrestre exclusivement nectarivore.

## Reproduction
La parade nuptiale des souris à miel est très succincte, le mâle suivant la femelle en chaleur, l'accouplement se déroulant lorsque celle-ci est en œstrus. Les spermatozoïdes de la souris à miel sont les plus grands produits par des vertébrés, avec une taille de 0,356 mm.
Les mises bas ont lieu toute l'année, mais si elles sont très peu nombreuses durant l'été (décembre) (les fleurs étant alors peu épanouies), elles sont en revanche très nombreuses en janvier-février. Une deuxième portée peut survenir très peu de temps après que la première quitte le marsupium. En règle générale, la période des naissances a lieu de manière que les jeunes puissent quitter le marsupium et à se débrouiller par eux-mêmes lorsque la nourriture est abondante (automne, printemps et début de l'été).
Le nouveau-né est minuscule (0.005 gramme), une portée comptant généralement 2 ou 3 petits (très rarement 4). Les petits restent dans la poche de leur mère (qui compte 4 tétons) pendant 8 semaines, atteignant un poids de 2,5 g mais éprouvant encore des difficultés à tenir sur leurs pattes.
Lorsque les jeunes sont en âge de sortir de la poche, la mère les laisse dans un nid (branche creuse ou ancien nid d'oiseau) lorsqu'elle va s'alimenter. Une semaine après leur sortie du marsupium, les jeunes sont capables de suivre leur mère lorsqu'elle fourrage. Ils cessent de téter vers 11 semaines, s'éloignant probablement peu après. Les jeunes sont matures à environ 6 mois.

## Comportement
La majorité des souris à miel vivent sur des domaines d'environ 1 hectare qui se recoupent, mais les femelles s'occupant de juvéniles en poche en ont de plus réduits, de l'ordre de 0,01 hectare.
Les femelles sont dominantes par rapport aux mâles et aux juvéniles et se montrent hostiles à l'égard des étrangers (surtout des mâles)
Par temps froid, lorsque la nourriture se raréfie, la souris à miel peut entrer en léthargie.